# Brotbeutel 31

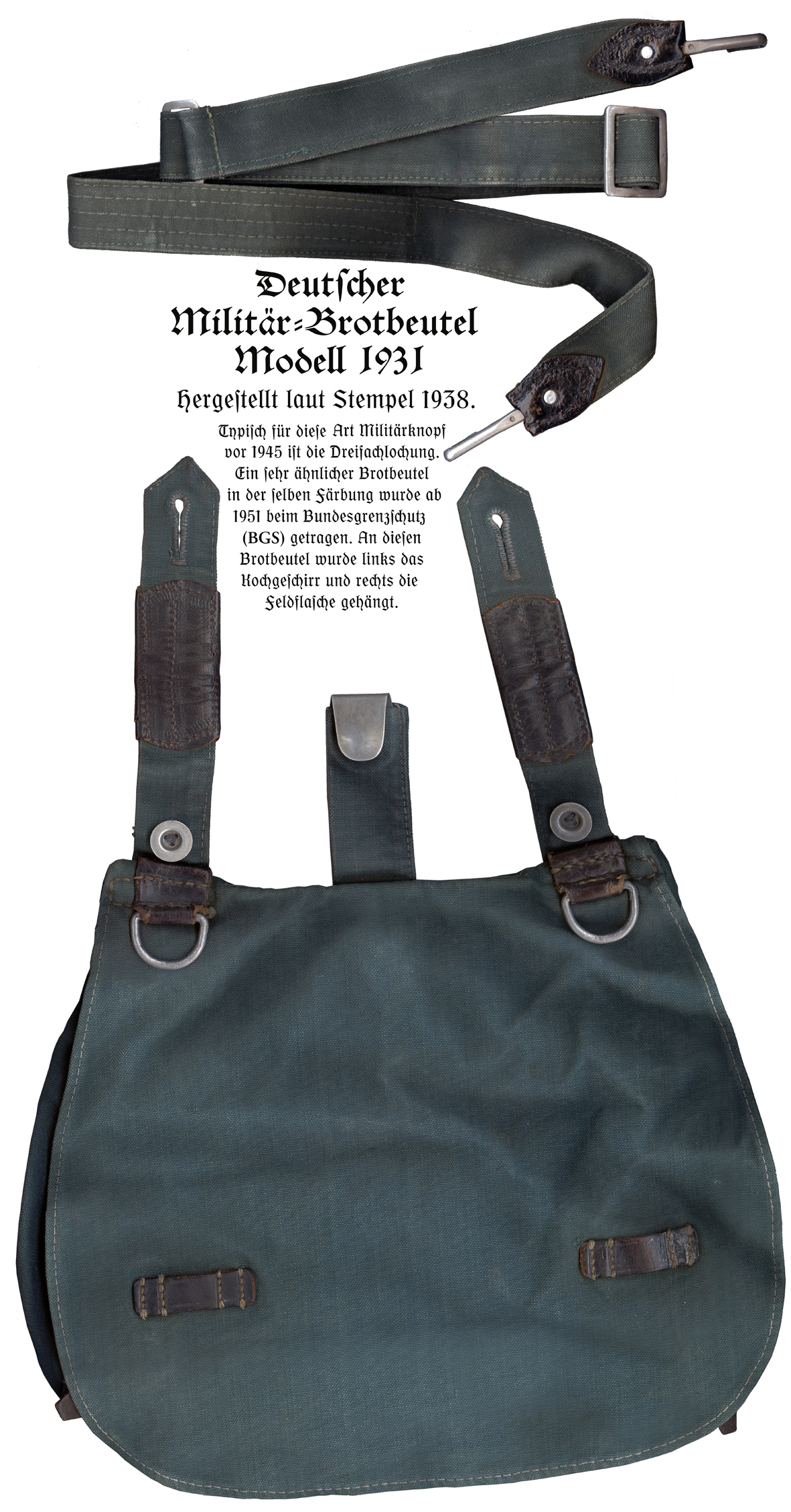
Brotbeutel 31

Brotbeutel 31 – chlebak wprowadzony do wyposażenia armii niemieckiej w 1931 roku. Używany przez żołnierzy Reichswehry (od 1935 Wehrmachtu) do końca II wojny światowej.
Wykonany był z brezentu (również z płótna dla stref tropikalnych) szarozielonego, później oliwkowozielonego. Klapa była dopinana na dwa rzemienie z pierścieniami w kształcie litery "D" do zawieszenia manierki i menażki. "Brotbeutel 31" posiadał taśmę nośną ale noszony był na pasie. Miał dwie przegródki, w których oprócz chleba, żołnierze przechowywali: racje żywnościowe, sztućce, czapkę i zestaw do czyszczenia broni (było to tak powszechne, że w 1944 roku postanowiono doszyć zewnętrzną kieszeń na zestaw).